# 福井医療短期大学
福井医療短期大学（ふくいいりょうたんきだいがく、英語: Fukui College of Health Sciences）は、福井県福井市江上町55字鳥町13番1号に本部を置いていた日本の私立大学である。2006年に設置され、2020年に廃止された。大学の略称はFCHS。

## 概観

### 大学全体
- 福井県福井市に所在した日本の私立短期大学で、設置主体は学校法人新田塚学園[注 2]。
- 2学科[注 3]かつ入学総定員160名体制で2006年に開学した短期大学である[注 4]
- 1971年に開校した福井高等看護学院が始まりとされ[8]、以後専修学校となり理学療法士・作業療法士・言語聴覚士の養成も執り行うようになった。上述の通り、2006年に短期大学としてオープンし、旧来の専修学校にあった学科をそのまま踏襲する形で、医療系2学科からなった。2016年度を最後に短期大学の学生募集を終えたため、最後に入学した年度の学生の卒業までの間は、経過措置として存続となる[注釈 1]。2020年2月3日に廃止認可された[注釈 2]

### 建学の精神（校訓・理念・学是）
- 福井医療短期大学における建学の精神[12]
  - 豊かな教養と必要な専門知識を備えた高度専門職業人且つ実践的で意欲的な医療技術者を養成すること。

### 教育および研究
- 福井医療短期大学は学名通り医療技術者を養成する短大で、看護とリハビリテーションにおいて活躍する人材育成に尽力していた。バックボーンとなっている福井病院や福井総合病院をはじめとした医療機関や各種社会福祉施設・保育園等での実習も取り入れられていた。

### 学風および特色
- 福井医療短期大学における学科・専攻で特筆すべきは、リハビリテーション学科に言語聴覚学専攻が設けられているところであった。これは言語聴覚士を養成する課程で、本短期大学が存続していた当時、日本の短大では有数のものであった[注 5]

## 沿革
- 1971年 福井高等看護学院が設置される。
- 1976年 専修学校制度の発足により福井医療技術専門学校に改組される。
- 1984年 理学療法学科・作業療法学科・言語聴覚学科を設置。
- 同
  - 4月 当時、福井医療専門学校を経営していた医療法人福井病院が、福井メディカル短期大学を1986年4月の開学を以下の内容で構想する[注 6]。
    - 看護学部[注釈 3]
    - 保健衛生学部
      - 柔整学科[注釈 4]
      - 鍼灸学科[注釈 4]

    - リハビリ学部
      - 理学療法学科[注釈 3]
      - 作業療法学科[注釈 3]
      - 聴能言語学科[注釈 3]
      - 心理療法学科
      - 装具加工学科等含めて14学科

  - 7月 福井メディカル短期大学の設置に関する認可申請を見送る[7]。
- 2005年
  - 12月5日 左記を以て文部科学省より短期大学の設置が認可される[13]。
- 2006年
  - 4月1日 左記をもって福井医療短期大学が以下の学科体制にて開学する[14]。
    - 看護学科[注 7]
    - リハビリテーション学科[注 8]
      - 理学療法学専攻[注釈 5]
      - 作業療法学専攻[注釈 5]
      - 言語聴覚学専攻[注釈 5]
- 2009年
  - 4月1日 左記をもってリハビリテーション学科の一部、入学定員を以下の通り変更する[注 9]。 　　
    - 理学療法学専攻 40[18]→50[19]　
    - 言語聴覚学専攻 40[18]→30[19]
- 2011年
  - 4月1日 左記をもって学科及び専攻の入学定員を以下の通り変更する。
    - 看護学科 40[20]→60[21]
    - リハビリテーション学科 120[注 10]→110[注 11]
      - 理学療法学専攻
      - 作業療法学専攻
      - 言語聴覚学専攻 30[22]→20[23]
- X年
  - 4月1日 左記をもってリハビリテーション学科言語聴覚学専攻の入学定員20→30へ変更。
- 2014年
  - 1月 平成26年度大学入試センター試験参加短期大学の1校となる[24]。
- 2015年
  - 1月 平成27年度大学入試センター試験参加短期大学の1校となる[25]。
- 2016年
  - 1月 平成28年度大学入試センター試験参加短期大学の1校となる[26]。
  - 4月1日 この年度で短期大学としての学生募集を最終とする[注釈 6]。
- 2020年
  - Template:2月3日 左記をもって廃止認可される[注釈 2]。

## 基礎データ

### 所在地
- 福井県福井市江上町55字鳥町13番1号

## 教育および研究

### 組織

#### 学科
- 看護学科[注 12]
- リハビリテーション学科[注 13]
  - 理学療法学専攻[注 14]
  - 作業療法学専攻[注 15]
  - 言語聴覚学専攻[注 16]

#### 専攻科
- なし

#### 別科
- なし

#### 取得資格について
以下の受験資格が得られるようになっていた。
- 看護師：看護学科
- 理学療法士：理学療法学専攻
- 作業療法士：作業療法学専攻
- 言語聴覚士：言語聴覚学専攻

#### 附属機関
- 福井医療短期大学は、「新田塚医療福祉センター」を母体にして設立された。その傘下には以下の諸施設がある。
- 福井病院 - 精神科・神経科専門。2003年に短大（当時は専門学校）の隣接地へ新築移転。
- 福井総合病院 - 2009年に福井病院の隣接地へ新築移転。同時に歯科・歯科口腔外科・救急を除く外来部門は次の総合クリニックへ分離。
- 福井総合クリニック - 総合病院の移転時に、跡地施設を総合診療所として開院。
- 福井北包括支援センター
- 医療法人新田塚医療福祉新田塚ハウス
- 新田塚ハイツ
- 新田塚デイサービスセンター
- 新田塚保育園
- 新田塚訪問看護ステーション
- 新田塚介護相談センター
- 福井メディカル株式会社 - 義肢装具製作企業

## 学生生活

### 学園祭
- 福井医療短期大学の学園祭は「憧憬祭」と呼ばれ、概ね9月に行われた[30]。

## 施設へのアクセス

### アクセス（キャンパス）
- 京福バス

15 鮎川・小丹生線、16 川西・三国線、福井総合病院線「福井医療短期大学前」下車。

## 施設
- 設備：図書室・体育館・学生食堂ほか
- 周辺の立地：九頭竜川が南北に流れている。

### 他大学との協定

#### 国内大学
- 放送大学[31]